# Stephen Alex Spongberg
Stephen Alex Spongberg (1942) es un botánico estadounidense. Realizó extensas expediciones botánicas a Japón, Corea, y a China.
Ha trabajado como Director Asistente de Colecciones y Taxónomo del Herbario de la Universidad Harvard.

## Algunas publicaciones
- Bartholomew, b, de Boufford, al Chang, z Cheng, t Dudley, sa He, yx Jin, ly Li, jl Luteyn, sa Spongberg, sc Sun, yc Tang, jx Wan, ts Ying. 1983. The 1980 Sino-American Botanical Expedition to western Hubei Province, People's Republic of China. J. Arnold Arbor. 64: 1-103
- Bartholomew, b, de Boufford, sa Spongberg. 1983. Metasequoia glyptostroboides: its present status in central China. J. Arnold Arbor. 64: 105-128
- Boufford, de, sa Spongberg. 1983. Eastern Asian-eastern North American phytogeographical relationships - a history from the time of Linnaeus to the twentieth century. Ann. Missouri Bot. Gard. 70: 423-439

### Libros
- s.a. Spongberg, David Hunt. 1996. Magnoliaceae Hardy in Cooler Temperate Regions. Reimpreso de International Dendrology Society and the Magnolia Society. 64 pp.
- ------------------. 1995. A Reunion of Trees: The Discovery of Exotic Plants and Their Introduction Into North American and European Landscapes. Reedición ilustrada de Harvard University Press, 270 pp. ISBN 0674766946

## Eponimia
- (Rosaceae) Cotoneaster spongbergii J.Fryer & B.Hylmö[2]
- (Rosaceae) Sorbus spongbergii Rushforth[3]